# Greg Barton
Gregory Mark Barton, detto Greg (Jackson, 2 dicembre 1959), è un ex canoista statunitense.

## Biografia
Ha partecipato a tre edizioni dei giochi olimpici (1984, 1988 e 1992), conquistando complessivamente quattro medaglie.

## Palmarès
Olimpiadi
- 4 medaglie:
  - 2 ori (K1 1000 m a Seul 1988, K2 1000 m a Seul 1988)
  - 2 bronzi (K1 1000 m a Los Angeles 1984, K1 1000 m a Barcellona 1992).

Mondiali
- 6 medaglie:
  - 4 ori (K1 10000 m a Mechelen 1985, K1 1000 m a Duisburg 1987, K1 10000 m a Duisburg 1987, K1 10000 m a Parigi 1991)
  - 1 argento (K1 10000 m a Poznań 1990)
  - 1 bronzo (K1 1000 m a Parigi 1991).